# Alaksandr Dziemjanowicz
Alaksandr Mikałajewicz Dziemjanowicz (błr. Аляксандр Мікалаевіч Дзем'яновіч; ur. 8 sierpnia 1985 roku w Mińsku) – białoruski zapaśnik walczący w stylu klasycznym. Zajął piąte miejsce na mistrzostwach świata w 2014. Brązowy medalista na mistrzostwach Europy w 2014. Dziesiąty na Uniwersjadzie w 2013. Czwarty w Pucharze Świata w 2013 i trzynasty w 2012 roku.